# Campeonato Ecuatoriano de Fútbol Serie B 2008
El Campeonato Ecuatoriano de Fútbol Serie B 2008, llamado oficialmente «Copa Pilsener Serie B 2008» por motivos de patrocinio, fue la trigésima primera (31.ª) edición de la Serie B del fútbol profesional ecuatoriano. El torneo fue organizado por la Federación Ecuatoriana de Fútbol y consistió en un sistema de 3 etapas.  La primera y segunda etapa se desarrollaron con un sistema de todos contra todos, en la cual los 2 primeros de cada etapa se clasificaría a la 3ª fase en la cual se jugaría con el mismo sistema de las 2 etapas anteriores pero con la incorporación de puntos de Bonificación para definir al campeón y subcampeón, el campeón sería el Manta Fútbol Club que conseguiría su 1.° título tras los intentos fallidos en los torneos de 2002 y Apertura 2005, mientras el vicecampeonato se lo llevaría el Liga Deportiva Universitaria de Portoviejo en la que se convertiría en el equipo con mayor cantidad de subtítulos de la Serie B de Ecuador con un total de 6 vicecampeonatos hasta ser alcanzado por la Universidad Católica en el año 2012. Este también sería el último subtítulo del club hasta su obtención en el año 2019.
El Manta Fútbol Club tendría su primer título de Serie B, mientras que Liga Deportiva Universitaria de Portoviejo obtendría su sexto subcampeonato.

## Sistema de juego
El Campeonato Ecuatoriano de la Serie B 2008 se jugó de la siguiente manera.
Primera etapa
Se jugó un total de 18 fechas en encuentros de ida y vuelta, los dos equipos que se ubicaron en 1.° y en 2.° lugar se clasificaron al cuadrangular final y recibieron 2 e 1 puntos de bonificación para dicha etapa.
Segunda etapa
Se jugara un total de 18 fechas en encuentros de ida y vuelta, los dos equipos que se ubicaron en 1.° y en 2.° lugar se clasificaron al cuadrangular final y recibieron 2 y 1 puntos de bonificación para dicha etapa, en caso de que repitiesen los mismos equipos clasificaron los 2 mejor ubicados en la tabla acumulada.
Cuadrangular final
Se jugó con los 4 equipos que se ubicaron en la 2 etapas, se jugó un total de 6 fechas de ida y vuelta y los dos primeros equipos mejor ubicados jugaron en la Serie A 2009.

## Equipos participantes
Tomaron parte en las competición 10 equipos, entre ellos se destaca el retorno de los históricos Imbabura Sporting Club, tras 1 año ausente de la categoría y Liga Deportiva Universitaria de Cuenca, tras 19 años ausente de la categoría.
| Equipo           | Ciudad     | Provincia  |
| ---------------- | ---------- | ---------- |
| Aucas            | Quito      | Pichincha  |
| Brasilia         | Quinindé   | Esmeraldas |
| Grecia           | Chone      | Manabí     |
| Imbabura S.C.    | Ibarra     | Imbabura   |
| Indep.José Terán | Sangolquí  | Pichincha  |
| LDU(C)           | Cuenca     | Azuay      |
| LDU(L)           | Loja       | Loja       |
| LDU(P)           | Portoviejo | Manabí     |
| Manta F.C.       | Manta      | Manabí     |
| Mpal.de Cañar    | Cañar      | Cañar      |

## Primera etapa

### Partidos y resultados
| Fecha 1       | Fecha 1   | Fecha 1          |
| Equipo Local  | Resultado | Equipo Visitante |
| ------------- | --------- | ---------------- |
| LDU(P)        | 3-0       | Indep.José Terán |
| LDU(L)        | 3-1       | Brasilia         |
| Mpal.de Cañar | 1-0       | LDU(C)           |
| Imbabura SC   | 1-1       | Grecia           |
| Aucas         | 1-0       | Manta FC         |

| Fecha 2          | Fecha 2   | Fecha 2          |
| Equipo Local     | Resultado | Equipo Visitante |
| ---------------- | --------- | ---------------- |
| Manta FC         | 0-0       | LDU(P)           |
| Grecia           | 1-1       | LDU(L)           |
| Brasilia         | 0-0       | Aucas            |
| LDU(C)           | 0-0       | Imbabura SC      |
| Indep.José Terán | 3-4       | Mpal.de Cañar    |

| Fecha 3       | Fecha 3   | Fecha 3          |
| Equipo Local  | Resultado | Equipo Visitante |
| ------------- | --------- | ---------------- |
| LDU(P)        | 0-0       | Grecia           |
| Mpal.de Cañar | 2-0       | Manta FC         |
| LDU(C)        | 1-2       | Indep.José Terán |
| Imbabura SC   | 2-1       | Brasilia         |
| Aucas         | 1-1       | LDU(L)           |

| Fecha 4          | Fecha 4   | Fecha 4          |
| Equipo Local     | Resultado | Equipo Visitante |
| ---------------- | --------- | ---------------- |
| Manta FC         | 1-0       | LDU(C)           |
| Grecia           | 5-0       | Mpal.de Cañar    |
| Brasilia         | 3-1       | LDU(P)           |
| LDU(L)           | 1-0       | Imbabura SC      |
| Indep.José Terán | 1-2       | Aucas            |

| Fecha 5          | Fecha 5   | Fecha 5          |
| Equipo Local     | Resultado | Equipo Visitante |
| ---------------- | --------- | ---------------- |
| LDU(P)           | 2-0       | LDU(L)           |
| Mpal.de Cañar    | 2-0       | Brasilia         |
| Imbabura SC      | 3-0       | Aucas            |
| LDU(C)           | 2-1       | Grecia           |
| Indep.José Terán | 2-1       | Manta FC         |

| Fecha 6      | Fecha 6   | Fecha 6          |
| Equipo Local | Resultado | Equipo Visitante |
| ------------ | --------- | ---------------- |
| Grecia       | 3-0       | Indep.José Terán |
| Brasilia     | 0-0       | LDU(C)           |
| LDU(L)       | 2-0       | Mpal.de Cañar    |
| Imbabura SC  | 0-3       | Manta FC         |
| Aucas        | 2-3       | LDU(P)           |

| Fecha 7          | Fecha 7   | Fecha 7          |
| Equipo Local     | Resultado | Equipo Visitante |
| ---------------- | --------- | ---------------- |
| Manta FC         | 0-0       | Grecia           |
| LDU(P)           | 2-0       | Imbabura SC      |
| Mpal.de Cañar    | 2-3       | Aucas            |
| LDU(C)           | 3-2       | LDU(L)           |
| Indep.José Terán | 1-1       | Brasilia         |

| Fecha 8      | Fecha 8   | Fecha 8          |
| Equipo Local | Resultado | Equipo Visitante |
| ------------ | --------- | ---------------- |
| Brasilia     | 0-2       | Manta FC         |
| LDU(P)       | 1-0       | LDU(C)           |
| LDU(L)       | 2-1       | Indep.José Terán |
| Imbabura SC  | 1-1       | Mpal.de Cañar    |
| Aucas        | 2-1       | Grecia           |

| Fecha 9          | Fecha 9   | Fecha 9          |
| Equipo Local     | Resultado | Equipo Visitante |
| ---------------- | --------- | ---------------- |
| Manta FC         | 2-0       | LDU(L)           |
| Grecia           | 3-0       | Brasilia         |
| Mpal.de Cañar    | 0-1       | LDU(P)           |
| LDU(C)           | 0-0       | Aucas            |
| Indep.José Terán | 0-1       | Imbabura SC      |

| Fecha 10     | Fecha 10  | Fecha 10         |
| Equipo Local | Resultado | Equipo Visitante |
| ------------ | --------- | ---------------- |
| LDU(P)       | 1-0       | Mpal.de Cañar    |
| Brasilia     | 1-3       | Grecia           |
| LDU(L)       | 1-2       | Manta FC         |
| Imbabura SC  | 1-0       | Indep.José Terán |
| Aucas        | 1-1       | LDU(C)           |

| Fecha 11         | Fecha 11  | Fecha 11         |
| Equipo Local     | Resultado | Equipo Visitante |
| ---------------- | --------- | ---------------- |
| Manta FC         | 1-0       | Brasilia         |
| Grecia           | 0-0       | Aucas            |
| Mpal.de Cañar    | 1-0       | Imbabura SC      |
| LDU(C)           | 2-1       | LDU(P)           |
| Indep.José Terán | 2-1       | LDU(L)           |

| Fecha 12     | Fecha 12  | Fecha 12         |
| Equipo Local | Resultado | Equipo Visitante |
| ------------ | --------- | ---------------- |
| Grecia       | 0-1       | Manta FC         |
| Brasilia     | 0-3       | Indep.José Terán |
| LDU(L)       | 3-3       | LDU(C)           |
| Imbabura SC  | 1-2       | LDU(P)           |
| Aucas        | 0-1       | Mpal.de Cañar    |

| Fecha 13         | Fecha 13  | Fecha 13         |
| Equipo Local     | Resultado | Equipo Visitante |
| ---------------- | --------- | ---------------- |
| Manta FC         | 4-0       | Imbabura SC      |
| LDU(P)           | 2-1       | Aucas            |
| LDU(C)           | 2-1       | Brasilia         |
| Mpal.de Cañar    | 3-2       | LDU(L)           |
| Indep.José Terán | 0-2       | Grecia           |

| Fecha 14     | Fecha 14  | Fecha 14         |
| Equipo Local | Resultado | Equipo Visitante |
| ------------ | --------- | ---------------- |
| Manta FC     | 3-2       | Indep.José Terán |
| Grecia       | 1-1       | LDU(C)           |
| Brasilia     | 1-0       | Mpal.de Cañar    |
| LDU(L)       | 4-0       | LDU(P)           |
| Aucas        | 1-1       | Imbabura SC      |

| Fecha 15      | Fecha 15  | Fecha 15         |
| Equipo Local  | Resultado | Equipo Visitante |
| ------------- | --------- | ---------------- |
| LDU(P)        | 2-1       | Brasilia         |
| Mpal.de Cañar | 2-3       | Grecia           |
| LDU(C)        | 2-0       | Manta FC         |
| Imbabura SC   | 1-0       | LDU(L)           |
| Aucas         | 1-1       | Indep.José Terán |

| Fecha 16         | Fecha 16  | Fecha 16         |
| Equipo Local     | Resultado | Equipo Visitante |
| ---------------- | --------- | ---------------- |
| Manta FC         | 3-0       | Mpal.de Cañar    |
| Grecia           | 1-0       | LDU(P)           |
| Brasilia         | 1-1       | Imbabura SC      |
| LDU(L)           | 1-1       | Aucas            |
| Indep.José Terán | 3-1       | LDU(C)           |

| Fecha 17      | Fecha 17  | Fecha 17         |
| Equipo Local  | Resultado | Equipo Visitante |
| ------------- | --------- | ---------------- |
| LDU(P)        | 1-1       | Manta FC         |
| LDU(L)        | 3-1       | Grecia           |
| Mpal.de Cañar | 0-1       | Indep.José Terán |
| Imbabura SC   | 3-2       | LDU(C)           |
| Aucas         | 3-1       | Brasilia         |

| Fecha 18         | Fecha 18  | Fecha 18         |
| Equipo Local     | Resultado | Equipo Visitante |
| ---------------- | --------- | ---------------- |
| Manta FC         | 2-0       | Aucas            |
| Grecia           | 3-1       | Imbabura SC      |
| Brasilia         | 1-0       | LDU(L)           |
| LDU(C)           | 3-1       | Mpal.de Cañar    |
| Indep.José Terán | 4-1       | LDU(P)           |

### Tabla de posiciones
|  |  |     | Equipo                   | PJ | PG | PE | PP | GF | GC | DG  | PTS | Bon |
|  |  | --- | ------------------------ | -- | -- | -- | -- | -- | -- | --- | --- | --- |
|  |  | 1.  | Manta F. C.              | 18 | 11 | 3  | 4  | 26 | 11 | +15 | 36  | 2   |
|  |  | 2.  | Liga de Portoviejo       | 18 | 10 | 3  | 5  | 23 | 20 | +3  | 33  | 1   |
|  |  | 3.  | Grecia                   | 18 | 8  | 6  | 4  | 28 | 15 | +13 | 30  |     |
|  |  | 4.  | Liga de Cuenca           | 18 | 6  | 6  | 6  | 23 | 22 | +1  | 24  |     |
|  |  | 5.  | Liga de Loja             | 18 | 6  | 5  | 7  | 28 | 25 | +3  | 23  |     |
|  |  | 6.  | Independiente José Terán | 18 | 7  | 2  | 9  | 26 | 28 | -2  | 23  |     |
|  |  | 7.  | Aucas                    | 18 | 5  | 8  | 5  | 19 | 21 | -2  | 23  |     |
|  |  | 8.  | Imbabura S. C.           | 18 | 6  | 5  | 7  | 17 | 23 | -6  | 23  |     |
|  |  | 9.  | Municipal Cañar          | 18 | 6  | 2  | 10 | 20 | 30 | -10 | 20  |     |
|  |  | 10. | Brasilia                 | 18 | 3  | 4  | 11 | 13 | 28 | -15 | 13  |     |

Pts=Puntos; PJ=Partidos jugados; G=Partidos ganados; E=Partidos empatados; P=Partidos perdidos; GF=Goles a favor; GC=Goles en contra; Dif=Diferencia de gol; Bon=Bonificación
|  | Clasificaron al Cuadrangular Final |

## Segunda etapa

### Partidos y resultados
| Fecha 1      | Fecha 1   | Fecha 1          |
| Equipo Local | Resultado | Equipo Visitante |
| ------------ | --------- | ---------------- |
| Grecia       | 1-0       | Mpal.de Cañar    |
| Brasilia     | 0-2       | Manta FC         |
| LDU(L)       | 3-1       | LDU(P)           |
| Imbabura SC  | 1-1       | Indep.José Terán |
| Aucas        | 1-0       | LDU(C)           |

| Fecha 2          | Fecha 2   | Fecha 2          |
| Equipo Local     | Resultado | Equipo Visitante |
| ---------------- | --------- | ---------------- |
| Manta FC         | 0-1       | Aucas            |
| LDU(P)           | 0-1       | Brasilia         |
| Mpal.de Cañar    | 1-1       | Imbabura SC      |
| LDU(C)           | 1-1       | Grecia           |
| Indep.José Terán | 1-2       | LDU(L)           |

| Fecha 3      | Fecha 3   | Fecha 3          |
| Equipo Local | Resultado | Equipo Visitante |
| ------------ | --------- | ---------------- |
| Manta FC     | 1-0       | LDU(P)           |
| Brasilia     | 0-0       | Indep.José Terán |
| LDU(L)       | 1-2       | LDU(C)           |
| Imbabura SC  | 2-1       | Grecia           |
| Aucas        | 2-0       | Mpal.de Cañar    |

| Fecha 4          | Fecha 4   | Fecha 4          |
| Equipo Local     | Resultado | Equipo Visitante |
| ---------------- | --------- | ---------------- |
| Grecia           | 2-1       | Aucas            |
| LDU(P)           | 2-0       | Imbabura SC      |
| Mpal.de Cañar    | 0-2       | LDU(L)           |
| LDU(C)           | 3-1       | Brasilia         |
| Indep.José Terán | 0-0       | Manta FC         |

| Fecha 5      | Fecha 5   | Fecha 5          |
| Equipo Local | Resultado | Equipo Visitante |
| ------------ | --------- | ---------------- |
| Manta FC     | 1-0       | LDU(C)           |
| LDU(P)       | 2-1       | Indep.José Terán |
| Brasilia     | 2-0       | Mpal.de Cañar    |
| LDU(L)       | 2-0       | Grecia           |
| Aucas        | 0-2       | Imbabura SC      |

| Fecha 6       | Fecha 6   | Fecha 6          |
| Equipo Local  | Resultado | Equipo Visitante |
| ------------- | --------- | ---------------- |
| Grecia        | 2-0       | Brasilia         |
| LDU(C)        | 2-2       | LDU(P)           |
| Mpal.de Cañar | 1-1       | Manta FC         |
| Imbabura SC   | 0-0       | LDU(L)           |
| Aucas         | 0-3       | Indep.José Terán |

| Fecha 7          | Fecha 7   | Fecha 7          |
| Equipo Local     | Resultado | Equipo Visitante |
| ---------------- | --------- | ---------------- |
| Manta FC         | 3-0       | Grecia           |
| LDU(P)           | 0-1       | Mpal.de Cañar    |
| Brasilia         | 1-1       | Imbabura SC      |
| LDU(L)           | 2-1       | aucas            |
| Indep.José Terán | 1-1       | LDU(C)           |

| Fecha 8       | Fecha 8   | Fecha 8          |
| Equipo Local  | Resultado | Equipo Visitante |
| ------------- | --------- | ---------------- |
| Grecia        | 2-1       | LDU(P)           |
| LDU(L)        | 1-0       | Manta FC         |
| Mpal.de Cañar | 3-1       | Indep.José Terán |
| Imbabura SC   | 0-0       | LDU(C)           |
| Aucas         | 3-2       | Brasilia         |

| Fecha 9          | Fecha 9   | Fecha 9          |
| Equipo Local     | Resultado | Equipo Visitante |
| ---------------- | --------- | ---------------- |
| Manta FC         | 3-2       | Imbabura SC      |
| LDU(P)           | 3-2       | Aucas            |
| Brasilia         | 0-1       | LDU(L)           |
| LDU(C)           | 1-1       | Mpal.de Cañar    |
| Indep.José Terán | 0-2       | Grecia           |

| Fecha 10      | Fecha 10  | Fecha 10         |
| Equipo Local  | Resultado | Equipo Visitante |
| ------------- | --------- | ---------------- |
| Grecia        | 1-1       | Indep.José Terán |
| LDU(L)        | 5-0       | Brasilia         |
| Mpal.de Cañar | 0-0       | LDU(C)           |
| Imbabura SC   | 1-1       | Manta FC         |
| Aucas         | 2-2       | LDU(P)           |

| Fecha 11         | Fecha 11  | Fecha 11         |
| Equipo Local     | Resultado | Equipo Visitante |
| ---------------- | --------- | ---------------- |
| Manta FC         | 0-0       | LDU(L)           |
| LDU(P)           | 0-0       | Grecia           |
| Brasilia         | 0-0       | Aucas            |
| LDU(C)           | 0-1       | Imbabura SC      |
| Indpe.José Terán | 4-1       | Mpal.de Cañar    |

| Fecha 12      | Fecha 12  | Fecha 12         |
| Equipo Local  | Resultado | Equipo Visitante |
| ------------- | --------- | ---------------- |
| Grecia        | 0-0       | Manta FC         |
| Mpal.de Cañar | 1-0       | LDU(P)           |
| LDU(C)        | 2-1       | Indep.José Terán |
| Imbabura SC   | 4-0       | Brasilia         |
| Aucas         | 1-1       | LDU(L)           |

| Fecha 13         | Fecha 13  | Fecha 13         |
| Equipo Local     | Resultado | Equipo Visitante |
| ---------------- | --------- | ---------------- |
| Manta FC         | 2-0       | Mpal.de Cañar    |
| LDU(P)           | 4-0       | LDU(C)           |
| Brasilia         | 2-2       | Grecia           |
| LDU(L)           | 0-1       | Imbabura SC      |
| Indep.José Terán | 2-0       | Aucas            |

| Fecha 14         | Fecha 14  | Fecha 14         |
| Equipo Local     | Resultado | Equipo Visitante |
| ---------------- | --------- | ---------------- |
| Grecia           | 1-0       | LDU(L)           |
| Mpal.de Cañar    | 6-0       | Brasilia         |
| LDU(C)           | 0-1       | Manta FC         |
| Imbabura SC      | 1-1       | Aucas            |
| Indep.José Terán | 3-2       | LDU(P)           |

| Fecha 15     | Fecha 15  | Fecha 15         |
| Equipo Local | Resultado | Equipo Visitante |
| ------------ | --------- | ---------------- |
| Manta FC     | 3-1       | Indep.José Terán |
| Brasilia     | 1-4       | LDU(C)           |
| LDU(L)       | 0-0       | Mpal.de Cañar    |
| Imbabura SC  | 2-0       | LDU(P)           |
| Aucas        | 3-1       | Grecia           |

| Fecha 16         | Fecha 16  | Fecha 16         |
| Equipo Local     | Resultado | Equipo Visitante |
| ---------------- | --------- | ---------------- |
| Grecia           | 3-1       | Imbabura SC      |
| LDU(P)           | 0-0       | Manta FC         |
| Mpal.de Cañar    | 6-1       | Aucas            |
| LDU(C)           | 3-1       | LDU(L)           |
| Indep.José Terán | 5-0       | Brasilia         |

| Fecha 17     | Fecha 17  | Fecha 17         |
| Equipo Local | Resultado | Equipo Visitante |
| ------------ | --------- | ---------------- |
| Grecia       | 3-0       | LDU(C)           |
| Brasilia     | 0-5       | LDU(P)           |
| LDU(L)       | 1-0       | Indep.José Terán |
| Imbabura SC  | 0-1       | Mpal.de Cañar    |
| Aucas        | 2-1       | Manta FC         |

| Fecha 18         | Fecha 18  | Fecha 18         |
| Equipo Local     | Resultado | Equipo Visitante |
| ---------------- | --------- | ---------------- |
| Manta FC         | 9-0       | Brasilia         |
| LDU(P)           | 2-0       | LDU(L)           |
| Mpal.de Cañar    | 5-0       | Grecia           |
| LDU(C)           | 0-2       | Aucas            |
| Indep.José Terán | 3-1       | Imbabura SC      |

### Tabla de posiciones
|  |  |     | Equipo                   | PJ | PG | PE | PP | GF | GC | DG  | PTS | Bon |
|  |  | --- | ------------------------ | -- | -- | -- | -- | -- | -- | --- | --- | --- |
|  |  | 1.  | Manta F. C.              | 18 | 9  | 6  | 3  | 28 | 9  | +19 | 33  | 2   |
|  |  | 2.  | Liga de Loja             | 18 | 9  | 4  | 5  | 22 | 13 | +9  | 31  | 1   |
|  |  | 3.  | Grecia                   | 18 | 8  | 5  | 5  | 22 | 22 | 0   | 29  |     |
|  |  | 4.  | Municipal Cañar          | 18 | 7  | 5  | 6  | 27 | 18 | +9  | 26  |     |
|  |  | 5.  | Imbabura S. C.           | 18 | 6  | 7  | 5  | 21 | 18 | +3  | 25  |     |
|  |  | 6.  | Aucas                    | 18 | 7  | 4  | 7  | 23 | 28 | -5  | 25  |     |
|  |  | 7.  | Independiente José Terán | 18 | 6  | 5  | 7  | 28 | 22 | +6  | 23  |     |
|  |  | 8.  | Liga de Portoviejo       | 18 | 6  | 4  | 8  | 25 | 21 | +1  | 22  |     |
|  |  | 9.  | Liga de Cuenca           | 18 | 5  | 6  | 7  | 19 | 22 | -3  | 21  |     |
|  |  | 10. | Brasilia                 | 18 | 2  | 4  | 12 | 10 | 52 | -42 | 10  |     |

Pts=Puntos; PJ=Partidos jugados; G=Partidos ganados; E=Partidos empatados; P=Partidos perdidos; GF=Goles a favor; GC=Goles en contra; Dif=Diferencia de gol; Bon=Bonificación
|  | Clasificaron al Cuadrangular Final |

## Tabla acumulada

### Tabla de posiciones
|  |  |     | Equipo           | PJ | PG | PE | PP | GF | GC | DG  | PTS |
|  |  | --- | ---------------- | -- | -- | -- | -- | -- | -- | --- | --- |
|  |  | 1.  | Manta FC         | 36 | 20 | 9  | 7  | 54 | 20 | +34 | 69  |
|  |  | 2.  | Grecia           | 36 | 16 | 11 | 9  | 50 | 37 | +13 | 59  |
|  |  | 3.  | LDU(P)           | 36 | 16 | 7  | 13 | 48 | 41 | +7  | 55  |
|  |  | 4.  | LDU(L)           | 36 | 15 | 9  | 12 | 50 | 38 | +12 | 54  |
|  |  | 5.  | Imbabura S.C.    | 36 | 12 | 12 | 12 | 38 | 41 | -3  | 48  |
|  |  | 6.  | Aucas            | 36 | 12 | 12 | 12 | 42 | 49 | -7  | 48  |
|  |  | 7.  | Indep.José Terán | 36 | 13 | 7  | 16 | 54 | 50 | +4  | 46  |
|  |  | 8.  | Mpal.de Cañar    | 36 | 13 | 7  | 16 | 47 | 48 | -1  | 46  |
|  |  | 9.  | LDU(C)           | 36 | 11 | 12 | 13 | 42 | 44 | -2  | 45  |
|  |  | 10. | Brasilia         | 36 | 5  | 8  | 23 | 23 | 80 | -57 | 23  |

Pts=Puntos; PJ=Partidos jugados; G=Partidos ganados; E=Partidos empatados; P=Partidos perdidos; GF=Goles a favor; GC=Goles en contra; Dif=Diferencia de gol; Bon=Bonificación
|  | Clasificaron al Cuadrangular Final      |
|  | Descienden a la Segunda Categoría 2009. |

## Cuadrangular Final

### Partidos y resultados
| Fecha 1      | Fecha 1   | Fecha 1          |
| Equipo Local | Resultado | Equipo Visitante |
| ------------ | --------- | ---------------- |
| LDU(L)       | 2-3       | LDU(P)           |
| Grecia       | 0-0       | Manta FC         |

| Fecha 2      | Fecha 2   | Fecha 2          |
| Equipo Local | Resultado | Equipo Visitante |
| ------------ | --------- | ---------------- |
| Manta FC     | 1-0       | LDU(L)           |
| LDU(P)       | 2-0       | Grecia           |

| Fecha 3      | Fecha 3   | Fecha 3          |
| Equipo Local | Resultado | Equipo Visitante |
| ------------ | --------- | ---------------- |
| Manta FC     | 0-0       | LDU(P)           |
| LDU(L)       | 4-1       | Grecia           |

| Fecha 4      | Fecha 4   | Fecha 4          |
| Equipo Local | Resultado | Equipo Visitante |
| ------------ | --------- | ---------------- |
| Grecia       | 3-0       | LDU(L)           |
| LDU(P)       | 1-0       | Manta FC         |

| Fecha 5      | Fecha 5   | Fecha 5          |
| Equipo Local | Resultado | Equipo Visitante |
| ------------ | --------- | ---------------- |
| Grecia       | 1-0       | LDU(P)           |
| LDU(L)       | 0-1       | Manta FC         |

| Fecha 6      | Fecha 6   | Fecha 6          |
| Equipo Local | Resultado | Equipo Visitante |
| ------------ | --------- | ---------------- |
| Manta FC     | 2-0       | Grecia           |
| LDU(P)       | 1-0       | LDU(L)           |

### Tabla de posiciones
|  |  |    | Equipo             | PJ | PG | PE | PP | GF | GC | DG | PTS | BON |
|  |  | -- | ------------------ | -- | -- | -- | -- | -- | -- | -- | --- | --- |
|  |  | 1. | Manta F. C.        | 6  | 3  | 2  | 1  | 4  | 1  | +3 | 15  | 4   |
|  |  | 2. | Liga de Portoviejo | 6  | 4  | 1  | 1  | 7  | 3  | +4 | 14  | 1   |
|  |  | 3. | Grecia             | 6  | 2  | 1  | 3  | 5  | 8  | -3 | 7   |     |
|  |  | 4. | Liga de Loja       | 6  | 1  | 0  | 5  | 6  | 10 | -4 | 4   | 1   |

Pts=Puntos; PJ=Partidos jugados; G=Partidos ganados; E=Partidos empatados; P=Partidos perdidos; GF=Goles a favor; GC=Goles en contra; Dif=Diferencia de gol; Bon=Bonificación
|  | Campeón Anual ascendió a la Serie A 2009.    |
|  | Subcampeón Anual ascendió a la Serie A 2009. |

### Campeón
|                                                                               |
| Manta Fútbol Club 1.er título                                                 |
| También asciende Liga Deportiva Universitaria de Portoviejo como vicecampeón. |